# 丁奎秀
丁奎秀（1957年9月5日—），韓國男演員，或譯鄭奎秀，其他常見錯譯為鄭奎洙。

## 演出作品

### 電視劇
- 2007年：SBS《為愛瘋狂》飾演 趙錫元
- 2007年：MBC《別巡檢》飾演 金孝元的父親
- 2008年：KBS《快刀洪吉童》
- 2008年：MBC《LIFE特別調查團》
- 2008年：MBC《聚光燈》飾演 鄭承日
- 2008年：MBC《別巡檢２》
- 2008年：MBC《首爾武林傳》
- 2009年：MBC《男版灰姑娘》飾演 申起哲
- 2009年：SBS《天使的誘惑》
- 2010年：SBS《濟眾院》飾演 日本公使（一代）
- 2010年：SBS《檢察官公主》飾演 沈政南
- 2010年：SBS《Giant》飾演 李大秀
- 2010年：MBC《跳動的心》飾演 朴達載
- 2010年：MBC《Gloria》
- 2011年：MBC《最佳愛情》飾演 獨孤真的心臟科主治醫師
- 2011年：MBC《一閃一閃亮晶晶》（特別出演）
- 2011年：SBS《守護老闆》飾演 盧奉滿
- 2011年：SBS《我的女兒是花兒》飾演 殷千萬
- 2012年：KBS《Dream High 2》
- 2012年：MBC《武神》飾演 崔滋
- 2012年：MBC《黃金時刻》飾演 羅炳國
- 2012年：SBS《家族的誕生》飾演 姜代鎮
- 2013年：MBC《醜聞：極具衝擊性與不道德的事件》飾演 宋在文
- 2013年：SBS《熱愛》
- 2013年：MBC《韓國小姐》飾演 吳勉尚
- 2014年：JTBC《我們能相愛嗎》飾演 具代表（特別出演）
- 2014年：JTBC《山蒜醬湯：12年後的重逢》飾演 姜先生
- 2014年：KBS《Drama Special－那樣的愛》
- 2014年：MBC《改過遷善》飾演 朴孝俊
- 2014年：KBS《Drama Special－那樣的愛》飾演 金科長
- 2014年：MBC《命中注定我愛你》飾演 精神科醫生
- 2014年：OCN《Reset》飾演 部長檢察官
- 2014年：SBS《秘密之門》飾演 楊順萬
- 2014年：SBS《現代農夫》飾演 石直九
- 2014年：KBS《Healer》飾演 吳秘書
- 2015年：SBS《我的心一閃一閃》飾演 韓亨杓
- 2015年：MBC《華政》飾演 李沖
- 2015年：MBC《夜行書生》飾演 趙笙
- 2015年：SBS《Remember－兒子的戰爭》飾演 薛敏秀的父親
- 2015年：MBC《撲通撲通LOVE》飾演 沈溫
- 2016年：SBS《對，就是那樣》
- 2016年：KBS《鄰家律師趙德浩》飾演 孔氏
- 2016年：MBC《Monster》飾演 蘇會長
- 2016年：SBS《戲子》
- 2017年：MBC《君主－假面的主人》飾演 許裕建
- 2017年：JTBC《The Package》飾演 吳甲洙
- 2018年：SBS《能先接吻嗎？》飾演 社區駐衛警
- 2018年：MBN《心動警報》飾演 尹宥貞爸爸
- 2019年：SBS《綠豆花》飾演 銅狗
- 2019年：KBS《僅此一次的愛情》飾演 諾爾
- 2019年：MBC《全都是孔多利》飾演 高鍾燮
- 2022年：SBS《千元律師》飾演 毛太容會長
- 2023年：Netflix《京城怪物》饰演 商店老板
- 2025年：tvN《瑞草洞》飾演 金吉男

### 網路劇
- 2019年：Netflix《李屍朝鮮》飾演 尚州牧使
- 2022年：Netflix《天外謎蹤》飾演 宋在徳（特別出演）
- 2023年：Netflix《恋爱大战》饰演 吕载国
- 2023年：wavve《交易》饰演 仓库管理人

### 電影
- 2001年：《殺手公司》
- 2003年：《去火星的男人》
- 2004年：《總統的理髮師》
- 2004年：《球愛咖啡屋》
- 2005年：《人民公敵續集》
- 2005年：《血之淚》
- 2005年：《請在鼓掌的時候離開》
- 2006年：《青春漫畫》
- 2006年：《電台明星》
- 2006年：《偉大的族譜》
- 2006年：《寂靜的世界》
- 2007年：《劈腿女王》
- 2008年：《天才寶貝》
- 2009年：《影子殺人》
- 2009年：《早安總統》
- 2010年：《出雲之月》
- 2010年：《青苔：死亡異域》
- 2010年：《猜謎王》
- 2010年：《尋找完美先生》
- 2010年：《開心鬼上身》
- 2011年：《平壤城》
- 2012年：《舞后》
- 2013年：《美娜文具店》
- 2013年：《觀相》
- 2013年：《Top Star》
- 2015年：《暗殺》
- 2015年：《喜馬拉雅》
- 2017年：《隊長 金昌洙》
- 2018年：《分秒幣爭》飾演 鄭社長
- 2018年：《边山》饰演 宣美的父亲
- 2021年：《今天決定我愛你》饰演 房产中介

## 奖项荣誉
- 1996年：第32届百想藝術大獎—人气奖
- 1998年：熙瑞话剧奖—年度话剧人奖
- 2000年：第36届百想艺术大奖—人气奖
- 2001年：第37届百想艺术大奖—人气奖
- 2005年：首尔话剧节—演技奖

## 外部連結
- 丁奎秀在daum网站的资料
- 丁奎秀在韩国电影数据库（KMDb）上的資料（韓語）